# آبایکان
آبایکان (به لاتین: Abaykan) یک منطقهٔ مسکونی در روسیه است که در استان آمور واقع شده‌است.